# Макеево (Тюковское сельское поселение)
Макеево — деревня в Клепиковском районе Рязанской области. Входит в состав Болоньского сельского поселения.

## География
Находится в северной части Рязанской области на расстоянии приблизительно 12 км на запад-юго-запад по прямой от районного центра города Спас-Клепики на южном берегу озера Лебединское.

## История
В 1859 году здесь (тогда деревня Рязанского уезда Рязанской губернии) было учтено 17 дворов, в 1897 — 34.

## Население
Численность населения: 159 человек (1859 год), 252 (1897), 48 в 2002 году (русские 100 %), 40 в 2010.